# Ком (мифология)

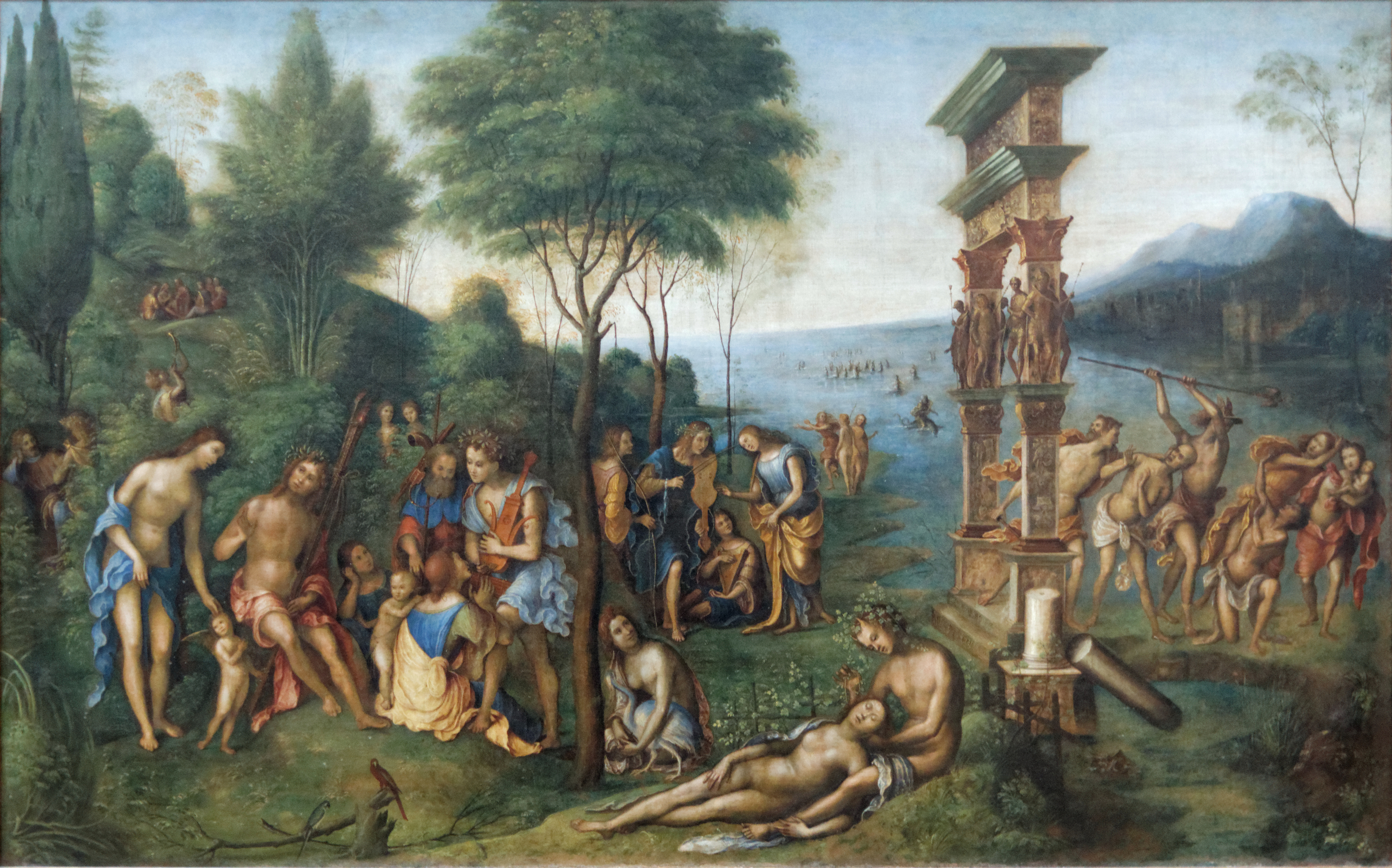
Л. Коста. Правление бога Комуса. 1511. Холст, темпера. Лувр, Париж

Ком, Комос, (др.-греч. Κῶμος), или Комус (лат. Comus) в древнегреческой мифологии — бог пиршеств и веселья, ночного праздного времяпрепровождения, сын и виночерпий Диониса. Дословный перевод с греческого языка означает «пирушка», «веселье». Поклонение Кому появляется в поздние античные времена. Кома изображали в виде крылатого юноши или в виде ребёнка-сатира с лысеющей головой и ослиными ушами. Он изображался также как молодой человек на грани потери сознания от питья, несущий факел, который вот-вот упадёт. В отличие от обычного чувственного Пана или опьянённого Диониса, Ком был богом излишеств.

## Ком в искусстве
Описание Кома, каким его изображали в античной живописи, содержится в знаменитом литературном труде в жанре экфрасиса «Картины» (др.-греч. Εἰκόνες, транслит. Eikones, лат. Imagines), авторство которого в настоящее время приписывают Филострату III — греческому писателю, софисту, жившему в III веке нашей эры.
Комус изображён на картине Лоренцо Коста «Правление (царство) бога Комуса», написанной в 1511 году для «Студиоло Изабеллы д’Эсте» покровительницы художников, мантуанской маркизы Изабеллы д’Эсте.
Персонаж Кома присутствует в драме Бена Джонсона «Pleasure Reconciled to Virtue» («Союз наслаждения и добродетели») и опере-балете «Les fêtes de Paphos» («Фестивали Пафоса») Жан-Жозефа Кассанеа де Мондовилля.В драматическом произведении «Comus» Джона Мильтона Ком представлен сыном Диониса и Цирцеи. Однако это всего лишь новация пост-классического периода. Упоминание Кома встречается также в российской поэзии у Е. А. Баратынского в стихотворении «Пиры»:

…Хвала тебе, веселый Ком! 

В твоих утехах нет отравы…

и у В. А. Жуковского в стихотворении «Элевзинский праздник» (пер. с Шиллера):

…И приходит благ податель, 

Друг пиров, веселый Ком;…

## Интересный факт
Один из первых известных фокусников, француз Николя-Филипп Ледрю, живший в 1731-1807 годах, взял себе псевдоним Комю́ по имени Кома